# Rosa beggeriana
Rosa beggeriana ist eine Pflanzenart aus der Gattung Rosen (Rosa) innerhalb der Familie der Rosengewächse (Rosaceae). Sie ist im Iran, in Afghanistan, Kasachstan, in der Mongolei, Pakistan, Indien und in China verbreitet.

## Beschreibung

### Erscheinungsbild und Blatt
Rosa beggeriana wächst als Strauch, der Wuchshöhen von 1,5 bis 2, selten bis zu 3 Metern erreicht. Die Rinde der stielrunden, etwas gebogenen Zweige ist anfangs grün, manchmal rötlich getönt, meist blau bereift und später purpur-braun und kahl. Die vereinzelt und paarweise unter den Laubblättern vorkommenden Stacheln sind gelblich oder fast weiß, bis zu 8 Millimeter lang, gekrümmt, schlank bis meist kräftig und verjüngen sich allmählich zu einer breiten Basis. Selten sind auch Borsten an den Zweigen vorhanden.
Die wechselständig angeordneten Laubblätter sind in Blattstiel und Blattspreite gegliedert und insgesamt 3 bis 9 Zentimeter lang. Der Blattstiel und die Blattrhachis sind flaumig behaart und besitzen manchmal kleine Stacheln. Die zwei Nebenblätter sind meist mit dem Blattstiel verwachsen. Der freie Bereich der Nebenblätter ist eiförmig mit zugespitztem oberen Ende und drüsig gesägten Rand. Die Nebenblätter besitzen sehr lange aufrechte Öhrchen.  Die Blattspreite ist unpaarig gefiedert mit fünf bis neun, selten elf Fiederblättchen, die oft weit voneinander entfernt sind. Die Fiederblättchen sind bei einer Länge von 0,8 bis 2,5 Zentimetern und einer Breite von 0,5 bis 1,2 Zentimetern breit-elliptisch oder elliptisch-verkehrt-eiförmig mit fast gerundeter oder breit-keilförmiger Basis, spitzem oder gerundet-stumpfem oberen Ende und spitz einfach-gesägten sowie im oberen Bereich glatten Rand. Die Fiederblättchen sind auf beiden Seiten flaumig behaart oder kahl. Auf der Unterseite der Fiederblättchen ist ein erhabener Mittelnerv deutlich erkennbar und auf der Oberseite ist er konkav.

### Blütenstand, Blüte und Frucht
Zur Blütezeit reicht von Mai bis Juli. Die bei einem Durchmesser von 2 bis 3 Zentimetern schirmrispigen oder rispigen Blütenstände enthalten jeweils einige bis viele Blüten; selten steht eine Blüten einzeln. Die ein bis drei, selten vier Tragblätter sind eiförmig mit zugespitztem oberen Ende und drüsig gezähnten Rand. Der 1 bis 2 Zentimeter lange, relativ dünne Blütenstiel ist kahl bis flaumig, selten spärlich drüsig-flaumig behaart.
Die Blüten besitzen zusammen mit den Tragblättern einen Durchmesser von 2 bis 3, selten 3,5 Zentimetern. Die zwittrigen Blüten sind radiärsymmetrisch und fünfzählig mit doppelter Blütenhülle. Der Blütenbecher (Hypanthium) ist fast kugelig und kahl oder flaumig behaart. Die fünf laubblattähnlichen, vor der Fruchtreife abfallenden Kelchblätter sind lanzettlich, auf der Unterseite drüsig-flaumig behaart, auf der Oberseite dicht fein-flaumig behaart, der Rand ist einfach und das obere Ende ist lang zugespitzt; sie sind aufrecht oder nach der Anthese aufsteigend. Die fünf freien weißen oder selten rosafarbenen Kronblätter sind breit verkehrt-eiförmig mit breit-keilförmiger Basis und ausgerandetem oberen Ende. Die vielen Staubblätter sind viel länger als die Griffel. Die vielen Griffel sind dicht zottig behaart und bilden einen kompakten Kopf.
Die roten, bei Reife schwarz-purpurfarbenen, kahlen Hagebutten sind bei einem Durchmesser von 0,6 bis 1, selten bis zu 1,5 Zentimetern relativ klein und fast kugelig, selten eiförmig. Bei Reife fallen der Blütenbecher zusammen mit den Kelchblättern ab. Die Früchte reifen in China von Juli bis Oktober.

### Chromosomensatz
Die Chromosomengrundzahl beträgt x =7; es liegt Diploidie vor, also 2n = 14. Es gibt auch Populationen mit Tetraploidie.

## Nutzung und Ökologie
Die Wildrose Rosa beggeriana wächst am besten in kontinentalem Klima mit heißen Sommern und kalten Wintern zu einem bis zu 3 Meter hohen Strauch, der sich durch „Wurzelschösslinge“ ausbreitet. Die Blüten duften nach Verwesung, wodurch Fliegen zur Bestäubung angelockt werden. Sie gedeiht in der USDA-Klimazone 5 (Tiefsttemperaturen −22 bis −27 °C).
Rosa beggeriana ist Kreuzungspartner bei einigen Hybriden.

## Systematik, Botanische Geschichte und Verbreitung
Rosa beggeriana wurde von dem deutsch-baltischen Naturforscher Alexander Gustav von Schrenk auf einer Expedition in Turkestan entdeckt. Botaniker haben bis zu 50 Subtaxa beschrieben, die meisten davon werden nicht mehr akzeptiert.
Die Erstbeschreibung erfolgte 1841 durch Schrenk in Friedrich Ernst Ludwig von Fischer und Carl Anton von Meyer: Enumeratio Plantarum Novarum, Band 1, S. 73.
Rosa beggeriana ist im Iran, in Afghanistan, Kasachstan, in der Mongolei, Pakistan (Distrikte nördliches Baluchistan, Chitral, Gilgit, Swat), Kaschmir, indischen Bundesstaat Uttar Pradesh und in China verbreitet.
Synonyme für Rosa beggeriana Schrenk ex Fisch. & C.A.Mey. sind: Rosa anserinaefolia Boiss., Rosa iliensis Chrshan., Rosa lacerans Boiss. & Buhse, Rosa operta Sumner, Rosa silverhjelmii Schrenk.
Rosa beggeriana gehört zur Sektion Cinnamomeae der Untergattung Rosa aus der Gattung Rosa.
Es wurden von Rosa beggeriana mehrere Varietäten beschrieben (Auswahl):
- Rosa beggeriana Schrenk ex Fisch. & C.A.Mey. var. beggeriana: Sie ist in Afghanistan, Kasachstan, in der Mongolei und in China verbreitet. Sie gedeiht an Hängen, in Tälern, Flussufern und an Straßenrändern in Höhenlagen von 900 bis 2000 Metern in den chinesischen Provinzen Gansu sowie Xinjiang.
- Rosa beggeriana var. lioui (T.T.Yü & H.T.Tsai) T.T.Yü & T.C.Ku: Sie kommt nur im uigurischen autonomes Gebiet Xinjiang vor.[1]

## Ähnliche Arten
Die beiden in Xinjiang vorkommenden Arten Rosa beggeriana und Rosa laxa sind morphologisch sehr ähnlich und das Hauptunterscheidungsmerkmal ist, dass die Kelchblätter auf den reifen Hagebutten bei Rosa beggeriana abfallen, während sie bei Rosa laxa haltbar sind.